# Mandrykiwka
Koordinaten: 48° 26′ N, 35° 4′ O
Mandrykiwka (ukrainisch Мандриківка, russisch Мандрыковка/Mandrikowka) ist ein ehemaliges Dorf (Sloboda) und ein Stadtviertel im heutigen Stadtteil Sobor der ukrainischen Stadt Dnipro.

## Name
Es ist nach dem hier ansässig gewesenem Jessaul Andrij Mandryka (ukr. Андрія Мандрики) benannt.

## Lage
Das Dorf reicht etwa vom Anfang des Dmytro-Jawornyzkyj-Prospekt und der Klosterinsel bis zum „Balka Tunelna“-Abhang ⊙ (ukr. Балка Тунельна) und der südlich angrenzenden ehemaligen Sloboda Lozmanska Kamjanka. Es erstreckt sich in Nord-Süd-Richtung etwa 5,7 km, entlang des Dneprufers und erreicht dabei gerade einen Kilometer in Ost-West-Richtung.
Es grenzt im Norden an das Stadtviertel Nahirny, im Westen und Südwesten an den Stadtbezirk Gagarin und dessen Viertel Tabir und Pobedny.

## Geschichte
Mandrykiwka entstand im 18. Jahrhundert. Die Ortsgeschichte ist eng verbunden mit der Gründung Jekaterinoslaws (dem heutigen Dnipro) im Norden, in dessen heutigen Zentrum sich die Sloboda Polowizja ⊙ befand.
Der „Ukas zur Umsiedlung der Stadt an das rechte Dneprufer“ der Kaiserin Katharina II. vom 22. Januar 1784 veranlasste die etwa 1.500 Einwohner von Polowizja in die umliegenden Siedlungen umzuziehen. Dabei zog der Großteil flussaufwärts in die Ortschaft Suchatschiwka ⊙, ein kleiner Teil zog flussabwärts in das heutige Mandrykiwka. Zu dieser Zeit lebte dort nur der Kosake Andrij Mandryka, der sich hauptsächlich mit dem Fischfang im Dnepr beschäftigte. Die Einwohner Polowizjas, die sich nun in der Nähe von Andrij Mandryka ansiedelten, nannten ihre Siedlung bald Mandrykiwka. Es ist jedoch auch vorstellbar das hier nicht nur Andrij Mandryka siedelte.
Obwohl sich Mandrykiwka zu einer Sloboda entwickelte, war das Gebiet als städtisches Weideland Jekaterinoslaws vorgesehen. 1799 fand auf Initiative des Jekaterinoslawer Stadtrat eine Volkszählung in der Stadt und ihrer Umgebung statt. Diese ergab für Mandrykiwka eine Bevölkerung von 22 Menschen „mit unterschiedlichem Rang“. Im 18. und 19. Jahrhundert galt Mandrykiwka als Dorf oder Vorort mit gewöhnlicher ländlicher Bebauung. Die Einwohner trieben Landwirtschaft und Fischfang und bis Mitte des 19. Jahrhunderts fanden keine nennenswerte Veränderungen im Alltagsleben der Bewohner statt, außer dass die Bevölkerung 1850 nun 393 Einwohner auf 61 Gehöften betrug und Teil des Jekaterinoslawer Ujesds wurde. 1858 betrug die Einwohnerzahl 366 und wuchs bis 1897 auf 895 Einwohner und 97 Gehöfte an. Außer den „Stammeinwohner“ lebten hier auch Handwerker, um näher an der Stadt zu sein.
Erst mit der Industrialisierung zum Ende des 19. Jahrhunderts entstanden um Jekaterinoslaw zahllose Handwerkersiedlungen. In diesem Zuge siedelten sich viele auch in Mandrykiwka an, von denen sich viele in Jekaterinoslaw verdingten jedoch auch Heimarbeit beziehungsweise Hausindustrie betrieben. Dadurch rückte der Ort noch näher an Jekaterinoslaw und der Nordteil galt zum Ende des 19. und Anfang des 20. Jahrhunderts schon als Teil der Stadt. Dieser Druck spaltete das Dorf in den „nahen“ (nördlichen) und „fernen“ (südlichen) Teil. Der Südteil orientierte sich zur Sloboda Lozmanska Kamjanka. Im Jahr 1913 lebten hier 1222 Menschen in 206 Gehöften. Im nördlichen Teil entstanden industrielle Betriebe, darunter zwei Dachziegelwerke, eine Möbelfabrik, eine Brauerei, ein Gärtnerei und eine Färberei. Erst nach der Oktoberrevolution wurden in der Sowjetzeit beide Teile nach Jekaterinoslaw eingemeindet.
Nachdem Alexander Puschkin, nur durch die Protektion einflussreicher Freunde aus Sankt Petersburg nicht nach Sibirien verbannt, sondern zu General Insow nach Jekaterinoslaw versetzt wurde, lebte er wohl auch in Mandrykiwka.
Er bewohnte wohl eine einfache Lehmhütte, die schon in den 1840er Jahren von den Neueigentümern abgerissen wurde. Er erkrankte zwei Wochen nach seiner Ankunft an Fieber. Zu dieser Zeit weilte Puschkins Freund, der General Rajewski, der sich auf dem Weg in den Kaukasus befand, in der Stadt. Der General wurde von Jewstafi Rudikowski (rus. Евстафий Рудыковский) als Militärarzt begleitet. Rudikowski berichtet, das ihn der Sohn Rajewskis um Hilfe für seinen „kranken Freund Puschkin“ bat und Puschkin, im Verlauf der Untersuchung, auf die Frage des Arztes, was er den hier tue mit „«Пишу стихи» ([Ich] schreibe Gedichte)“ (Notiz Jewstafi Rudikowskis zur Behandlung Puschkins: ) antwortete. Puschkin wurde daraufhin aus dem Dienst für General Insow entlassen und schloss sich General Rajewski auf seiner Reise in den Kaukasus an. Einige Quellen berichten, dass sich eben hier ein Gefängnis-Ostrog befand, aus welchem in dieser Zeit zwei Brüder geflüchtet sein sollen und sich durch den Dnepr ans Ufer gerettet haben sollen, dies kann als Vorlage für Puschkins „Das Räuberbrüderpaar“ gelten.
Nach dem Russisch-Türkischen Krieges von 1828 bis 1829 geriet der Serasker und Khan der Krim Arslan Giray in russische Gefangenschaft. Er zog daraufhin nach Russland, als Wohnort wurde Mandrykowka gewählt. Kaiser Nikolaus I. zahlte ihm dort eine Pension in Höhe von monatlich 250 Rubel. Am 20. Oktober konvertierte Arslan Giray zum orthodoxen Glaube. Er starb hier am 11. April 1887 im Alter von 85 Jahren und wurde auf dem städtischen Friedhof (dem heutigen Dniprostadion) beerdigt.
Ab Ende der 1960er Jahre begann die intensive Bebauung des Ortes mit den ersten drei „Massiven“ des heutigen Stadtviertels Peremoha, dass maßgeblich durch die Chruschtschowkas geprägt ist und eine Trabantenstadt bildet. Die Stadtbehörden beschlossen einen großen Bereich, beim heutigen Monument des ewigen Ruhms am Anfang des Dmytro-Jawornyzkyj-Prospekts, für den Bau eines Physikalisch-Technischen Instituts zuzuteilen. Dies gelang jedoch nicht und so wurde das Gebiet anderen Hochschulen zugeteilt, unter anderem der Nationalen Metallurgischen Akademie, der Chemisch-Technologischen Universität und der Großteil dem Staatlichen Institut für Körperkultur und Sport. 1990 bezog die PrivatBank, die größte nicht-staatliche Bank der Ukraine, an dem hier verlaufenden Teil der Uferpromenade ihren Hauptsitz.